# Rhyssolobium dumosum
Rhyssolobium dumosum är en oleanderväxtart som beskrevs av Ernst Meyer. Rhyssolobium dumosum ingår i släktet Rhyssolobium och familjen oleanderväxter. Inga underarter finns listade i Catalogue of Life.